# Un vice de famille
Pour plus de détails, voir Fiche technique et Distribution.
Un vice de famille (Il vizio di famiglia) est une comédie érotique italienne réalisée par Mariano Laurenti  et sortie en 1975.

## Synopsis
Le comte Giosuè, industriel de la Vénétie spécialisé dans les spaghettis, est sur le point de mourir et sa sœur, sa femme et sa fille tentent de s'emparer de son énorme héritage, déclenchant une guerre faite exclusivement de coups bas.
C'est dans ce contexte familier qu'arrive à la villa, en tant que domestique, l'ex-taulard Giacomo. Il est en réalité engagé par Magda, la sœur du comte, pour compromettre et écarter efficacement son épouse rivale. Pour y parvenir, Giacomo doit même se faire passer pour un homosexuel, mais sa couverture s'avère un échec : la villa est habitée par des femmes charmantes et rusées, qui lui font tourner la tête ; une fois qu'elles auront découvert ses véritables penchants, toutes essaieront de le mettre de leur côté en le tentant par leurs charmes.
Comme si Giacomo ne suffisait pas, le jeune Marco, neveu d'une des femmes, se retrouve lui aussi à admirer leurs corps nus et sinueux et à tenter diverses approches avec elles.
Après la mort du noble, un dernier rebondissement clarifie incontestablement les hiérarchies au sein de la famille.

## Fiche technique
- Titre italien : Il vizio di famiglia[1]
- Titre français : Un vice de famille[2]
- Réalisateur : Mariano Laurenti
- Scénario : Marino Onorati (it), Cesare Frugoni, Gianfranco Couyoumdjian (it)
- Photographie : Federico Zanni
- Montage : Alberto Moriani (it)
- Musique : Gianni Ferrio
- Décors et costumes : Silvio Laurenzi
- Production : Gianfranco Couyoumdjian (it)
- Société de production : Flora
- Pays de production :  Italie
- Langue originale : italien
- Format : Couleur par Telecolor - 35 mm - Son mono
- Durée : 92 minutes
- Genre : Comédie érotique italienne
- Dates de sortie :
  - Italie : 7 octobre 1975
  - France : 4 janvier 1978

## Distribution
- Renzo Montagnani : Giacomo
- Edwige Fenech : Suzie
- Juliette Mayniel : Magda
- Gigi Ballista : Comte Joshua
- Nieves Navarro : Ines
- Anna Melita : Noemi
- Enzo Andronico : Felice
- Gastone Pescucci : prêtre don Liborio
- Orchidea De Santis : Marisa
- Roberto Pace : Marco
- Renato Malavasi : Monseigneur